# Gare de Collonges (Côte-d’Or)
Gare de Collonges vasútállomás Franciaországban, Collonges-lès-Premières településen.

## Vasútvonalak
Az állomást az alábbi vasútvonalak érintik:
- Dijon–Vallorbe-vasútvonal

## Kapcsolódó állomások
A vasútállomáshoz az alábbi állomások vannak a legközelebb:
- Gare de Genlis (Dijon–Vallorbe-vasútvonal)
- Gare de Villers-les-Pots (Dijon–Vallorbe-vasútvonal)